# Спинете
Спинете (итал. Spinete) —  коммуна в Италии, располагается в регионе Молизе, в провинции Кампобассо.
Население составляет 1446 человек (2008 г.), плотность населения составляет 83 чел./км². Занимает площадь 17 км². Почтовый индекс — 86020. Телефонный код — 0874.
Покровителем коммуны почитается святой Иоанн Креститель, празднование 24 июня.

## Демография
Динамика населения:

## Администрация коммуны
- Официальный сайт: